# Frau Venus und ihr Teufel
Frau Venus und ihr Teufel ist eine deutsche Filmkomödie der DEFA von Ralf Kirsten aus dem Jahr 1967.

## Handlung
Hans Müller aus Berlin fährt mit seiner Freundin Maria an einem Montag nach Thüringen, um die Wartburg zu besuchen. Zwar mögen sich beide, doch nur Maria spricht aus, dass sie Hans liebt. Hans wiederum will sich nicht festlegen, weiß er doch nicht, ob es nicht irgendwo auf der Welt eine andere Frau gibt, die er noch mehr als Maria lieben könnte. Bei Ankunft an der Wartburg hat Hans schlechte Laune. Es beginnt zu regnen und montags hat die Burg geschlossen. Dennoch läuten beide und bald öffnet ihnen Frau Venus, die sie als Schutzpatronin der Liebe jedoch nicht erkennen. Sie führt sie durch die Burg, zeigt ihnen mehr oder weniger beiläufig verschiedene Ausstellungsstücke und berichtet von mehreren Fällen, in denen sich Menschen aus Liebe umbrachten. Hans reagiert sarkastisch, hat er doch für solche Reaktionen aus Liebe kein Verständnis. Er will gehen und die Frau zeigt ihm den Ausgang – in Wirklichkeit ein Fenster in die Vergangenheit, aus dem Hans in die Tiefe stürzt. Maria springt ihm aus Liebe nach.
Hans erwacht scheinbar auf der Wiese, auf der er zuletzt mit Maria Rast gemacht hat. Sein Auto kommt ohne Fahrer angerollt und hält bei ihm. Von Maria ist nichts zu sehen und so fährt Hans allein los. Er trifft auf zwei Reiter in Kostümen des Mittelalters, die er für Filmstatisten hält. Als sie ihn angreifen, schlägt er sie mit lautem Hupen in die Flucht. Er parkt das Auto in einer Höhle und reitet auf einem der Pferde der Ritter weiter. In einem Kloster stiehlt er einem Mönch die Kleider und belauscht die Tochter des Landgrafen Josephine bei ihrer Beichte. Sie fühlt sich am Hof gefangen und würde gerne wie normale Menschen leben und lieben dürfen. Hans macht ihr Mut und erhält als Beichtabgabe ein Medaillon von ihr. Der gefangene Mönch ruft um Hilfe und Hans flieht. Er trifft auf die Gräfin Irene von Griechenland, die auf dem Weg zum Landgrafen Hermann von Thüringen ist, der eine Frau sucht. In Wirklichkeit handelt es sich bei Irene um die verjüngte Frau Venus, die Hans mitteilt, dass man das Jahr 1200 schreibt. Sie nimmt Hans in ihre Dienste und gibt ihn am Hof als Sänger Tannhäuser aus. Am Hof hat sich inzwischen auch Maria angefunden, die mit ihren kurzen Haaren für einen Jungen gehalten wird. Man teilt Maria, die sich nun „Moritz“ nennt, Hans als Knappe zu.
Hans verstrickt sich in amourösen Eskapaden, so verbringt er eine Nacht bei Frau Venus, obwohl er eigentlich nach Josephine gesucht hat, der er das Medaillon wiedergeben wollte. Als Hermann von Thüringen bei seiner vermeintlichen Geliebten Irene von Griechenland anklopft, muss Hans fliehen und vergisst seine Stiefel. Maria gelingt es, Hans Ersatzschuhe zu besorgen, da der Landgraf angekündigt hat, den Besitzer der Stiefel hinzurichten. Hans wiederum erkennt nun endlich, dass „Moritz“ in Wirklichkeit Maria ist.
Wenig später findet der von Hans schon befürchtete Sängerkrieg auf der Wartburg statt. Verschiedene Ritter treten im Sängerwettstreit gegeneinander an, darunter auch der zarte Ritter Walther, der seit langem Josephine liebt, jedoch von Hermann als Schwiegersohn abgelehnt wird. Hans muss am Ende singen und intoniert aufgrund der starren Mienen der Anwesenden nach anfänglichen Mittelalterweisen schließlich ein Jazzlied, in dem er die körperliche Liebe zwischen den Geschlechtern propagiert. Walther fordert ihn daraufhin wegen Beleidigung der Frauen zum Duell, das jedoch schon bald von Frau Venus unterbrochen wird. Beim anschließenden Turnier rettet Maria Hans mehrfach, indem sie Angreifer mit einer Pistole aus dem Hinterhalt zum Straucheln bringt. Hans erhält von Josephine die Turnierkette umgelegt, hat jedoch bald genug vom Mittelalter. Er hat erkannt, dass er Maria liebt. Die ermutigt Josephine, sich über alle Schranken hinweg für Walther zu entscheiden und den geflohenen Mann aufzusuchen. Während sie fort ist, gibt sich Maria als Josephine aus und trifft so auf Hans, der Josephine vor seiner Abreise von der Burg ihr Medaillon zurückgeben will. Er gesteht Josephine, dass er sich in eine Frau, Maria, verliebt habe, und erkennt erst danach, dass er mit Maria selbst redet. Sie singen später ein Duett, bei dem sie von einer der Burgdamen überrascht werden. Die Ritter machen nun Jagd auf das Paar, das mit Frau Venus entkommen kann und seinerseits im Auto die Ritter vertreibt. Als der Wagen jedoch auf einer Brücke stecken bleibt, werden Hans und Maria von den Rittern überwältigt, zumal auch Frau Venus wie von Zauberhand verschwunden ist.
Beide sollen nun auf dem Scheiterhaufen hingerichtet werden. In die Zeremonie fällt die Ankunft der vermeintlich echten Irene von Griechenland, die sich als Gemahlin von Heinrich von Thüringen entpuppt und in Wirklichkeit die alte Frau Venus ist, die Hans und Maria auf der Wartburg begegnet war. Sie holt das Paar, das nun der Losung der wahren Liebenden – Liebe bis in den Tod – auf dem Scheiterhaufen treu geblieben hätte, in die Realität zurück. Beide befinden sich wenig später auf der Wiese unweit der Wartburg. Sie beschließen, der alten Frau auf der Burg einen Strauß Blumen zu bringen. Niemand öffnet und so stecken sie den Strauß an das Burgtor, wo er kurze Zeit später wie von Zauberhand verschwindet.

## Produktion

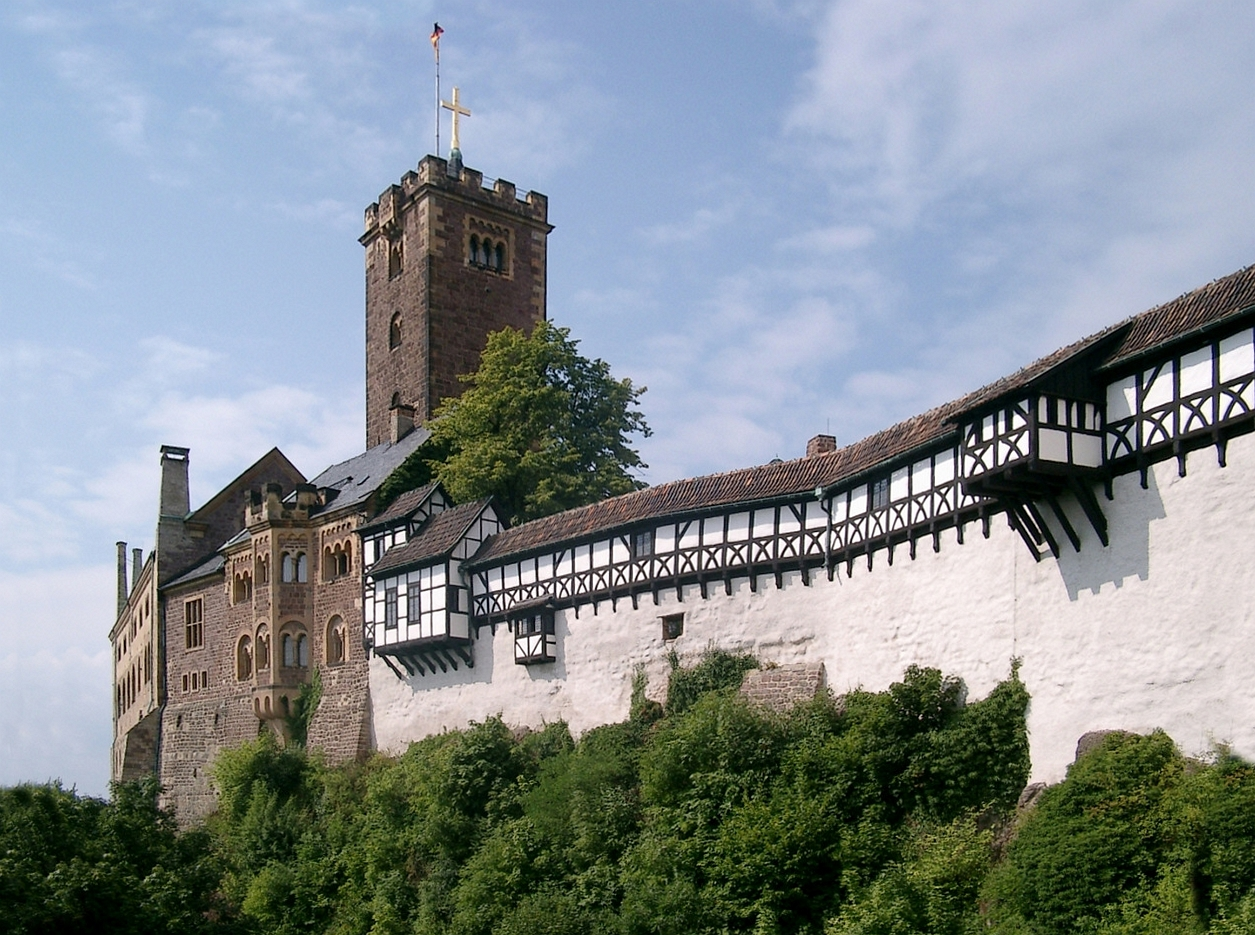
Die Wartburg, Schauplatz und Drehort des Films

Die Dreharbeiten fanden unter anderem auf der Wartburg in Thüringen statt. Die Kostüme schuf Elli-Charlotte Löffler, die Filmbauten stammen von Hans Poppe und Jochen Keller. Es war die erste große Filmrolle für Ursula Werner, die zum Zeitpunkt der Dreharbeiten noch Schauspielstudentin war.
Der Film erlebte am 25. Juni 1967 auf der Freilichtbühne Erfurt seine Premiere und lief am 7. Juli 1967 in den Kinos der DDR an. Am 1. November 1968 war der Film erstmals auf DFF 1 im Fernsehen der DDR zu sehen. Im Jahr 2007 wurde der Film von Icestorm auf DVD veröffentlicht.
Im Film singen Ruth Homann, Ursula Werner, Manfred Krug und Reimar J. Baur. Die Musik wurde unter anderem von den 6 Jazz-Optimisten eingespielt. Es war nach Auf der Sonnenseite, Beschreibung eines Sommers und Mir nach, Canaillen! die vierte filmische Zusammenarbeit von Regisseur Ralf Kirsten und Hauptdarsteller Manfred Krug.

## Kritik
Die Kritik der DDR nannte die Komödie rückblickend einen „schwer einzuordnende[n] komisch-heitere[n] Gegenwartsfilm im historischen Gewand, aus unerfindlichen Gründen Frau Venus und ihr Teufel betitelt“.
Der Film- und Fernsehwissenschaftler Frank-Burkhard Habel schrieb, dass der Film „durch den Gegensatz von Gegenwart und Komödie […] teilweise zäh [wirkte] und […] viele Wirkungen [verschenkt], was einige komödiantische Darstellerleistungen wettmachen konnten.“
„Ralf Kirsten versucht in Frau Venus und ihr Teufel, deutsches Mittelalter und Gegenwart zu konterkarieren, um einen Leichtfuß in Sachen Liebe […] die höheren Werte heutiger Liebesfreiheit durch Frau Venus […] an der Wartburg schätzen zu lehren. Doch der interessante und konzeptionelle Entwurf ist zähflüssig und undeutlich realisiert“, befand Klaus Wischnewski.
Der film-dienst nannte Frau Venus und ihr Teufel „mittelmäßige, dramaturgisch etwas wirre und langatmige Unterhaltung, mit dem das Gespann Kirsten/Krug vergebens an den überragenden Publikumserfolg von Mir nach, Canaillen! anzuknüpfen versuchte.“